# Tonto Basin
Tonto Basin è una località degli Stati Uniti d'America, situata nella Contea di Gila, nello Stato dell'Arizona.